# Ursina Haller
Ursina Haller (ur. 29 grudnia 1985 w Zernez) – szwajcarska snowboardzistka, wicemistrzyni świata.

## Kariera
Po raz pierwszy na arenie międzynarodowej pojawiła się 22 grudnia 2002 roku w Davos, gdzie w zawodach FIS Race zajęła 13. miejsce w halfpipe'ie. W 2004 roku wystartowała na mistrzostwach świata juniorów w Oberwiesenthal i Klínovcu, zajmując 16. miejsce w big air i 17. miejsce w halfpipe’ie. Na rozgrywanych rok później mistrzostwach świata juniorów w Zermatt wywalczyła złoty medale w big air.
W zawodach Pucharu Świata zadebiutowała 23 stycznia 2004 roku w Kreischbergu, zajmując 14. miejsce w half-pipe'ie. Tym samym już w swoim debiucie wywalczyła pierwsze pucharowe punkty. Pierwszy raz na podium zawodów tego cyklu stanęła 14 marca 2010 roku w Chiesa in Valmalenco, kończąc rywalizację w half-pipe'ie na drugiej pozycji. W zawodach tych rozdzieliła Holly Crawford z Australii i Kanadyjkę Mercedes Nicoll. Najlepsze wyniki osiągnęła w sezonie 2011/2012, kiedy to zajęła siódme miejsce w klasyfikacji generalnej AFU i w klasyfikacji halfpipe’a.
Największy sukces w karierze osiągnęła w 2011 roku, kiedy podczas mistrzostw świata w La Molinie zdobyła srebrny medal w swej koronnej konkurencji. Uplasowała się tam między Holly Crawford i Chinką Liu Jiayu. Była też między innymi siedemnasta na rozgrywanych dwa lata wcześniej mistrzostwach świata w Gangwon. W 2010 roku wystartowała na igrzyskach olimpijskich w Vancouver, zajmując dziewiąte miejsce w halfpipe’ie. Brała też udział w igrzyskach w Soczi w 2014 roku, gdzie była dwunasta.
Jej brat Christian Haller również jest snowboardzistą.

## Osiągnięcia

### Igrzyska olimpijskie
| Miejsce | Dzień     | Rok  | Miejscowość | Konkurencja | Zwyciężczyni       |
| ------- | --------- | ---- | ----------- | ----------- | ------------------ |
| 9.      | 18 lutego | 2010 | Vancouver   | Halfpipe    | Torah Bright       |
| 12.     | 12 lutego | 2014 | Soczi       | Halfpipe    | Kaitlyn Farrington |

### Mistrzostwa świata
| Miejsce | Dzień       | Rok  | Miejscowość | Konkurencja | Zwyciężczyni   |
| ------- | ----------- | ---- | ----------- | ----------- | -------------- |
| 27.     | 20 stycznia | 2007 | Arosa       | Halfpipe    | Manuela Pesko  |
| 17.     | 23 stycznia | 2009 | Gangwon     | Halfpipe    | Liu Jiayu      |
| 2.      | 20 stycznia | 2011 | La Molina   | Halfpipe    | Holly Crawford |
| 27.     | 20 stycznia | 2013 | Stoneham    | Halfpipe    | Arielle Gold   |

### Puchar Świata

#### Miejsca w klasyfikacji generalnej
- sezon 2003/2004: -
- sezon 2004/2005: -
- sezon 2005/2006: 186.
- sezon 2006/2007: 44.
- sezon 2007/2008: 37.
- sezon 2008/2009: 53.
- sezon 2009/2010: 39.
  - AFU[2]
- sezon 2010/2011: 16.
- sezon 2011/2012: 7.
- sezon 2012/2013: 11.
- sezon 2013/2014: 56.

#### Miejsca na podium
1. Valmalenco – 14 marca 2010 (Halfpipe) - 2. miejsce
2. Saas-Fee – 4 listopada 2010 (Halfpipe) - 3. miejsce
3. Cardrona – 28 sierpnia 2011 (Halfpipe) - 3. miejsce
4. Saas-Fee – 3 listopada 2011 (Halfpipe)  - 3. miejsce
5. Sierra Nevada – 27 marca 2013 (Halfpipe) - 3. miejsce